# Audi 50
O Audi 50 (conhecido internamente como Typ 86) é um automóvel de segmento B produzido pela montadora alemã Audi de 1974 a 1978 e vendido apenas na Europa. Introduzido dois e três anos depois do Renault 5 francês e do Fiat 127 italiano, respectivamente, o Audi 50 e seu gêmeo Volkswagen Polo eram vistos na época como o primeiro participante nacional da Alemanha na classe emergente de hatchbacks de segmento B da Europa, suplantando uma geração de carros econômicos pequenos e muitas vezes com motor traseiro.